# Bój o Obuchowo
Bój o Obuchowo – bitwa stoczona 26 września 1920 roku przez 4 pułk Strzelców Podhalańskich (4 pspodh), pod dowództwem ppłk Mieczysława Boruty-Spiechowicza z oddziałami sowieckiej 5, 6 i 56 Dywizji Strzelców w czasie bitwy nad Niemnem w wojnie polsko-bolszewickiej.

## Walki
Podczas bitwy nad Niemnem 21 Dywizja Górska gen. Andrzeja Galicy, wchodząca w skład 2 Armii gen. Edwarda Rydza-Śmigłego, otrzymała rozkaz opanowania Indury i uchwycenia przeprawy na Niemnie w Komatowie; zadaniem tym obarczono 2 Brygadę Górską. Jej natarcie postępowało powoli z powodu ciężkich walk z przeciwnikiem. Do wieczora 23 września zajęto Dubów. O 4.00 rano następnego dnia III batalion 4 pspodh ruszył wzdłuż drogi Dubówka-Indura. Na lewo od niego posuwał się I batalion. Atak wspierały dwie baterie 1 pułku artylerii górskiej.
Wzgórza na zachód od Indury obsadzały pododdziały 5 Dywizji Strzelców, które kilkakrotnie przechodziły do kontrataku, starając się powstrzymać działania Polaków. Po całodziennych walkach II i III batalion ostatecznie opanowały Indurę około godziny 22. W południe 25 września ppłk Boruta-Spiechowicz otrzymał rozkaz kontynuowania marszu na Komatów. Gdy II batalion majora M. Kosteckiego, stanowiący straż przednią pułku, forsownym marszem osiągnął brzeg Niemna przed godziną 17, most na rzece stał w ogniu. Wobec braku środków przeprawowych batalion obsadził brzeg Niemna i oczekiwał nadejścia reszty pułku. Wieczorem 4 pspodh otrzymał pontony i 26 września 30 minut po północy rozpoczął przeprawę; zakończyła się po dwóch godzinach, bez przeszkód ze strony nieprzyjaciela. Rosjanie prawdopodobnie nie zauważyli przeprawiających się oddziałów polskich.
Batalion mjr. Kosteckiego o godzinie 3.00 stanął pod Obuchowem, gdzie kwaterował rosyjski 48 pułk strzelców z kompanią saperów. Rosjanie, jak to zdarzało się często w oddziałach Armii Czerwonej, nie wystawili ubezpieczeń, czując się pewnie za rzeką w odległości kilkunastu kilometrów od linii frontu. Batalion nagłym atakiem rozbił zaskoczonego przeciwnika i ścigając czerwonoarmistów napotkał tabory 6 i 56 Dywizji Strzelców, które uciekały z Grodna w kierunku południowo-wschodnim. Zaciętą walkę z osłoną taborów rozstrzygnęło pojawienie się I batalionu kpt. K. Jacorzyńskiego. Strzelcy podhalańscy zdobyli pięćdziesiąt wozów taborowych i wzięli do niewoli około trzystu czerwonoarmistów z 48 ps wraz z dowódcą i komisarzem pułku. Dowiedziawszy się od jeńców, że dwiema równoległymi drogami cofają się na Skidel kolumny 6 i 56 Dywizji Strzelców, ppłk Boruta-Spiechowicz podjął próbę przecięcia nieprzyjacielowi obu dróg odwrotu. II batalion 4 pspodh otrzymał rozkaz obsadzenia wzgórza 134 koło Żydomli, I batalion wzgórza 154 koło Obuchowicz, zaś III batalion stanął w Obuchowie jako odwód pułku.
Maszerujące na wyznaczone pozycje bataliony I i III zostały zaatakowane przez silne oddziały 56 Dywizji Strzelców, które pod naciskiem 1 BGór. i 22 Dywizji Ochotniczej (DOchot.) wycofywały się spod Grodna. II batalion napotkał Rosjan na północ od skrzyżowania drogi z torem kolejowym i został odrzucony w kierunku Żydomli. Na tyły związanego ciężką walką batalionu spadła szarża kawalerii. Podczas zaciętej walki wręcz grupy żołnierzy skupione wokół swoich oficerów broniły się bagnetami i granatami. Batalion poniósł duże straty. Mjr Kostecki, dwukrotnie ranny, dostał się do niewoli. Otoczony przez czerwonoarmistów dowódca 2 kompanii cekaemów, popełnił samobójstwo.
Kilkudziesięciu żołnierzy dostało się do niewoli. Równie silnie atakowany I batalion nie doszedł do wzgórza 154 i rozpoczął odwrót na Obuchowo. Wówczas ppłk Boruta-Spiechowicz wprowadził do walki III batalion i osobiście poprowadził go do kontrataku. Po opuszczeniu Obuchowa batalion został zaatakowany przez oddziały 56 Dywizji Strzelców i musiał przejść do obrony. Ppłk Spiechowicz wysłał na pomoc I batalionowi dwie kompanie, a z dwiema pozostałymi zdołał dotrzeć do walczącego III batalionu. Wspólnie przeprowadzony kontratak odrzucił chwilowo przeciwnika. Odbito rannego mjr Kosteckiego i oba bataliony wycofały się do Obuchowa. Pododdziały 4 pspodh zajęły stanowiska na północnym i wschodnim skraju miasta. Nieprzyjaciel, który skoncentrował znaczne siły na południe i wschód od Obuchowa, o godzinie 13.00 zaczął obchodzić miasto od wschodu i południa, z zamiarem opanowania przeprawy pod Komatowem. Nad pułkiem zawisła groźba okrążenia.
Kontratak kompanii z III batalionu tylko na krótko zatrzymał Rosjan. Dopiero kiedy około 14:00 nadciągnął z pomocą 3 pspodh, Rosjanie przystąpili do odwrotu. Strzelcy podhalańscy, mimo dużych strat i zmęczenia walką, niezwłocznie rozpoczęli pościg i wieczorem dotarli do Kotry. Nie zdołali jednak dogonić szybko uchodzącego przeciwnika. 4 pspodch okazał się zbyt słaby, aby zatrzymać pod Obuchowem cofające się spod Grodna oddziały 6 i 56 Dywizji Strzelców. Dowództwo polskie nie wykorzystało szansy otoczenia znacznych sił sowieckich już nad Niemnem. Przeciwnik poniósł znaczne straty, a nade wszystko stracił kilka cennych godzin.
Bitwa pod Obuchowem opóźniła odwrót głównych sił 3 Armii Władimira Łazariewicza i pośrednio zadecydowała o jej losie. Oddziały polskiej grupy uderzeniowej, nacierającej przez Druskienniki na głębokie tyły wojsk Michaiła Tuchaczewskiego, zdążyły przeciąć Rosjanom drogę odwrotu pod Krwawym Borem i Lidą, gdzie wojska Łazarewicza poniosły ostateczną klęskę.
Pod Obuchowem Polacy stracili trzydziestu poległych, 175 rannych i jeńców (wzięci do niewoli strzelcy podhalańscy zostali uwolnieni przez kawalerię polską pod Lidą). Podhalanie wzięli siedmiuset jeńców, działo, trzy cekaemy, pięćdziesiąt wozów taborowych.
Walki żołnierzy polskich o Grodno zostały upamiętnione na Grobie Nieznanego Żołnierza w Warszawie, napisem na jednej z tablic w II RP i po 1990 r. – „GRODNO – OBUCHOWO 20 – 25 IX 1920".